# Zbyněk Krompolc
Zbyněk Krompolc (* 29. Mai 1978 in Čeladná) ist ein ehemaliger tschechischer Skispringer.

## Werdegang
Krompolc sprang am 11. Dezember 1993 erstmals im Skisprung-Weltcup. Dabei erreichte er in Planica den 48. Platz. Einen Tag später konnte er mit Platz 15 auf der gleichen Schanze erstmals in die Weltcup-Punkte springen. Am 17. Dezember sprang er in Courchevel bereits erstmals unter die besten zehn und erreichte den 9. Platz. Bei der Junioren-Weltmeisterschaft 1994 in Breitenwang gewann er auf der K90-Schanze die Bronzemedaille im Einzel und die Silbermedaille mit dem Team.
Bei den Olympischen Winterspielen 1994 in Lillehammer, bei denen er mit 15 Jahren der jüngste Athlet im tschechischen Team war, erreichte er auf der Normalschanze den 36. und auf der Großschanze den 29. Platz. Im Teamspringen erreichte er gemeinsam mit Jaroslav Sakala, Ladislav Dluhoš und Jiří Parma den 7. Platz.
Nach den Olympischen Spielen blieb Krompolc ohne große Erfolge. Seine besten Platzierungen erreichte er bei den Teamspringen sowie beim Skifliegen in Vikersund 1995. Bei der Nordischen Skiweltmeisterschaft 1995 erreichte er auf der K90-Schanze den 55. Platz im Einzelspringen.
Krompolc begann bereits mit dem Springen im Continental Cup, konnte jedoch auch dort keine guten Leistungen erzielen und beendete so 1999 zeitgleich seine Karriere im Welt- und Continental Cup im Alter von 21 Jahren.